# Estradiol cypionate/medroxyprogesterone acetate
Estradiol cypionate / medroxyprogesterone acetate (EC/ MPA), được bán dưới tên thương hiệu Cyclofem và các tên khác, là một hình thức ngừa thai tiêm chích kết hợp. Nó chứa estradiol cypionate (EC), estrogen và medroxyprogesterone axetat (MPA), một proestin. Nó được khuyến khích sử dụng ngắn hạn và được tiêm mỗi tháng một lần bằng cách tiêm cơ bắp.
Các tác dụng phụ thường gặp của EC/MPA bao gồm chu kỳ kinh nguyệt không đều thường được cải thiện theo thời gian. Các tác dụng phụ khác bao gồm cục máu đông, đau đầu, rụng tóc, trầm cảm, buồn nôn và đau vú. sử dụng trong khi mang thai. Sử dụng trong thời gian cho con bú có khả năng an toàn. Nó hoạt động chủ yếu bằng cách ngăn ngừa rụng trứng.
EC/MPA được đưa vào sử dụng y tế vào năm 1993 với sự chấp thuận tại Hoa Kỳ vào năm 2000. Nó nằm trong Danh sách Thuốc thiết yếu của Tổ chức Y tế Thế giới, loại thuốc an toàn và hiệu quả nhất cần thiết trong hệ thống y tế. Thuốc được chấp thuận sử dụng ở 18 quốc gia. Nó được sử dụng ở México, Thái Lan và Indonesia, trong số các quốc gia khác. Nó không còn có sẵn trên thị trường ở Hoa Kỳ.

## Sử dụng trong y tế
EC / MPA được sử dụng như một biện pháp tránh thai tiêm kết hợp mỗi tháng một lần để tránh mang thai ở phụ nữ.

### Các dạng có sẵn
EC / MPA có sẵn ở dạng huyền phù vi tinh thể 5 mg EC và 25 mg MPA được đặt trong 0,5mL dung dịch nước để tiêm bắp mỗi tháng một lần. Nó được cung cấp dưới dạng liều tiêm trong lọ và ống. Kích thước hạt của công thức là 93% trong phạm vi từ 5 đến 16 μm.